# Dominik Tarczyński
Dominik Tarczyński (Lublino, 27 marzo 1979) è un politico e giornalista polacco membro del Parlamento europeo dal 2020. È inoltre stato membro del Sejm dal 2015 al 2020.

## Carriera
Dal 2003 al 2008 è stato animatore di comunità presso la Cattedrale di Westminster a Londra e ha condotto una trasmissione radiofonica di musica cristiana. Era un assistente laico di uno degli esorcisti britannici. Dal 23 gennaio 2009 al 1 febbraio 2010 è stato direttore di TVP3 Kielce; in seguito è stato assunto come vicedirettore operativo presso il Centro IT e Telecomunicazioni della TVP.
Ha intrapreso anche l'attività giornalistica sulle pagine della Gazeta Polska e ha realizzato film documentari dedicati, tra l'altro, alle attività degli esorcisti. Ha diretto il film documentario Colombia - Testimonia al mondo, con la partecipazione dell'allora presidente della Colombia, Álvaro Uribe, che ha ricevuto un premio al Sedicesimo Festival Internazionale del Cinema e della Multimedialità Cattolica a Niepokalanów. Fu il fondatore dell'Associazione dei Carismatici Cattolici.
Nel 2010 si candidò senza successo al Sejm per il Voivodato della Santacroce dalla lista di Diritto e Giustizia. Nel 2011 ha cofondato Solidarna Polska, che ha lasciato all'inizio di aprile 2014. Nello stesso anno, su raccomandazione della Mano destra della Repubblica di Polonia, si è candidato nuovamente al consiglio regionale dalla lista PiS. Alle elezioni parlamentari del 2015 si è candidato al Sejm come candidato apartitico dall'undicesimo posto nella lista Diritto e Giustizia nel distretto di Kielce. È stato eletto deputato per l'ottavo mandato, ricevendo 7.475 voti. Dopo le elezioni divenne membro del PiS.
Alle elezioni europee del 2019 è stato eletto deputato per la nona legislatura. Ha ricevuto un ulteriore mandato al Parlamento europeo, concesso alla Polonia nell'ambito della distribuzione di alcuni dei mandati precedentemente ricoperti dalla Gran Bretagna. Tuttavia, a causa del ritardo nella procedura Brexit, questo mandato è stato sospeso.
Nelle elezioni parlamentari polacche dello stesso anno, fu nuovamente eletto al Sejm, ricevendo 8.186 voti. Il 1° febbraio 2020, dopo l'entrata in vigore della Brexit, è diventato membro del Parlamento europeo.
Il 14 settembre 2023, durante un intervento al Parlamento Europeo, Tarczyński criticò le posizioni della sinistra sull'immigrazione, dichiarando: «We don’t need your doctors. We don’t need your engineers. Take them all and pay for them.» («Non abbiamo bisogno dei vostri dottori. Non abbiamo bisogno dei vostri ingegneri. Prendeteli tutti e pagateli voi»), riferendosi alla redistribuzione dei migranti all'interno dell'Unione Europea e ribadendo la posizione della Polonia contraria all'accoglienza forzata.
Alle elezioni Europee del 2024 viene rieletto tra le liste di Diritto e Giustizia come eurodeputato nella X legislatura nel gruppo parlamentare dei Conservatori e Riformisti Europei di Giorgia Meloni.
È un fortissimo sostenitore di Donald Trump sin dai tempi della sua seconda candidatura per le elezioni presidenziali del 2020 in America, utilizzando slogan come “Make Europe Great Again” oppure “Make Poland Great Again” in riferimento allo stesso slogan di Trump (utilizzato in passato da Ronald Reagan nelle elezioni del 1980)                          “Make America Great Again”. 
L’eurodeputato è stato pure presente ad un comizio dell’ex presidente Trump il 2 novembre 2024 a Salem, Virginia, Stati Uniti d’America.